# Pierre Noblet
Pierre Noblet (zm. 6 maja 2014 roku) – belgijski kierowca wyścigowy.

## Kariera
W wyścigach samochodowych Noblet poświęcił się głównie startom zaliczanym do klasyfikacji Mistrzostw Świata Samochodów Sportowych. W latach 1960-1966 Belg pojawiał się w stawce 24-godzinnego wyścigu Le Mans. W pierwszym sezonie startów uplasował się na trzeciej pozycji w klasie GT 3.0, a w klasyfikacji generalnej był szósty. W kolejnych dwóch sezonach odnosił zwycięstwa w klasie GT 3.0 oraz stawał odpowiednio na trzecim i drugim stopniu podium klasyfikacji generalnej. W sezonie 1964 zwyciężył w klasie P +5.0.